# Parador de Bielsa
El Parador de Turismo de Bielsa es un establecimiento hotelero de 3 estrellas, perteneciente a la empresa pública española Paradores de Turismo, situado en el municipio aragonés de Bielsa (Provincia de Huesca), concretamente en el Valle de Pineta, en plena cordillera de los Pirineos.

## Historia
El Parador de Bielsa fue inaugurado en 1968 sobre un edificio que data de 1911, obra del arquitecto Ramón Sota. Fue renovado en 2002 ampliando su capacidad de habitaciones y restaurante.

## Descripción
Cuenta con instalaciones de aparcamiento, jardines y una amplia terraza. En el interior destaca una biblioteca, un spa y una tienda.